# Saint-Paul-lès-Dax
Saint-Paul-lès-Dax är en kommun i departementet Landes i regionen Nouvelle-Aquitaine i sydvästra Frankrike. Kommunen ligger i kantonen Dax-Nord som tillhör arrondissementet Dax. År 2022 hade Saint-Paul-lès-Dax 14 114 invånare.

## Befolkningsutveckling
Antalet invånare i kommunen Saint-Paul-lès-Dax
Referens:INSEE